# 戴夫·博伊斯
戴夫·博伊斯（英語：Dave Boyes，1964年8月26日—），加拿大男子赛艇运动员。他曾代表加拿大参加1996年夏季奥林匹克运动会赛艇比赛，获得男子轻量级四人单桨无舵手银牌。